# Henry James
Henry James, Jr., OM (Nova Iorque, 15 de abril de 1843 – Londres, 28 de fevereiro de 1916) foi um escritor nascido nos Estados Unidos e naturalizado britânico. Uma das principais figuras do realismo na literatura do século XIX. Autor de alguns dos romances, contos e críticas literárias mais importantes da literatura de língua inglesa.
Filho do teólogo Henry James Senior e irmão do médico, filósofo e psicólogo William James.

## Biografia
Seu pai era um homem culto, filósofo, e fazia questão que os filhos recebessem uma ótima educação. Por isso viajou com a família para a Europa, em 1855, quando Henry tinha 12 anos, e durante três anos percorreram Inglaterra, Suíça e França, visitando museus, bibliotecas e teatros.
Regressaram aos Estados Unidos em 1858, para viajar de novo a Genebra e Bonn no ano seguinte. Em 1860, já estavam de volta a Newport, onde Henry e William - o irmão mais velho que se tornaria psicólogo e filósofo - estudaram com o pintor William Morris Hunt.
Henry começou a carreira de direito em Harvard em 1862. Mais interessado na leitura de Balzac, Hawthorne e George Sand e nas relações com intelectuais como Charles Eliot Norton e William Dean Howels, abandonou o direito para se dedicar à literatura. Seus primeiros textos e críticas apareceram em alguns jornais.
No começo de 1869, foi à Inglaterra, Suíça, Itália e França, países que lhe forneceriam uma grande quantidade de material para suas obras. Regressou a Cambridge em 1875. Viveu um ano em Paris, onde conheceu o círculo de Flaubert (Daudet, Maupassant, Zola) e, em 1876, fixou-se em Londres, onde escreveu a maior parte de sua extensa obra.
A carreira literária de Henry James teve três etapas. A primeira foi na década de 1870, com "Roderick Hudson" (1876), "The American" (1877) e "Daisy Miller" (1879) e culminou com a publicação de "Retrato de uma Senhora", em 1881, cujo tema é o confronto entre o novo mundo com os valores do velho continente.
Na segunda etapa, James experimentou diversos temas e formas. De 1885 até 1890, escreveu três novelas de conteúdo político e social, "The Bostonians" (1886), "The Princess Casamassima" (1886) e "The Tragic Muse" (1889), histórias sobre reformadores e revolucionários que revelam a influência da corrente naturalista.
Nos anos 1890-1895, chamados "os anos dramáticos", James escreveu sete obras de teatro, das quais duas foram encenadas, com pouco êxito. James voltou à narrativa com "A Morte do Leão" (1894), "The Coxon Fund" (1894), "The Next Time" (1895), "What Maisie Knew" (1897) e "A volta do parafuso" (1898).
As obras "The Beast in the Jungle" (1903), "The Great Good Place" (1900) e "The Jolly Corner" (1909), fazem parte da última etapa do trabalho de James, considerada por muitos críticos como a mais importante, quando o autor explora o complexo funcionamento da consciência humana. Sua prosa torna-se densa, com a sintaxe cada vez mais intrincada. Essas características definem as três grandes obras dessa etapa final, "As Asas da Pomba" (1902), "Os Embaixadores" (1903) e "A Taça de Ouro" (1904).
Além dos romances, relatos curtos e obras de teatro, o autor deixou inúmeros ensaios sobre viagens, críticas literárias, cartas, e três obras autobiográficas. Os últimos anos da sua vida transcorreram em absoluto isolamento na sua casa, que só deixou em 1904 para regressar brevemente aos Estados Unidos depois de 20 anos de ausência.
Em 1915, com a Primeira Guerra Mundial, James adotou a cidadania britânica. Morreu aos 72 anos, pouco depois de receber a Ordem do Mérito britânica.

## Obras

### Romances e novelas
- Roderick Hudson (1876)
- Os europeus - no original The Europeans (1878)
- Washington Square (1880)
- Retrato de uma Senhora (1881) - no original Portrait of a Lady
- Os bostonianos (1886) - no original The Bostonians
- The Princess Casamassima (1886)
- Pelos olhos de Maisie (1897) - no original What Maisie Knew
- A volta do parafuso ou Calafrio, também conhecida como A outra volta do parafuso (1898) - no original The Turn of the Screw
- As asas da pomba (1902) - no original The Wings of the Dove
- Os Embaixadores (1903)
- Brasil: A taça de ouro / Portugal: Infidelidades (1904) - no original The Golden Bowl

### Contos
- Uma Tragédia de Enganos - no original A Tragedy of Error (1864)
- The Story of a Year (1865)
- A Passionate Pilgrim (1871)
- Madame de Mauves (1874)
- Daisy Miller (1878)
- Os manuscritos de Jeffrey Asper - no original The Aspern Papers (1888)
- The Lesson of the Master (1888)
- O Desenho no Tapete - no original The Figure in the Carpet (1896)
- A fera na selva - no original The Beast in the Jungle (1903)

## Adaptação de obras para o cinema
- Taça de Ouro
- Os Inocentes - adaptação de Turn of the screw em português Calafrio.

- As Asas da Pomba - No Brasil conhecido como As Asas do Amor. Um triângulo romântico que se inicia quando a herdeira de uma fortuna se muda dos Estados Unidos para Londres à procura de ajuda médica. Cai, então, em uma armadilha, na qual Kate Kroy planeja que ela se apaixone por seu amante, deixando sua fortuna para ele, com a chegada da sua morte.

- A Herdeira - (The Heiress) - baseado em "Washington Square", escrito em 1880. Direção de Agnieszka Holland, com Jennifer Jason Leigh, Albert Finney, Ben Chaplin, Maggie Smith. É a história de uma moça doce e sem graça, de seu pai, um médico brilhante e frio. Catherine, a filha, se apaixona por Morris Townsend o qual somente estava interessado na fortuna da família. Quando o pai consegue afastar o pretendente da filha, esta finge romper o noivado mas na realidade é o pretendente que o rompe pois só se casaria com ela se pudesse ter acesso à sua fortuna. No final da história, o pai fica doente e antes de morrer pede à filha que prometa a ele que nunca se casará com Morris Townsend, o antigo pretendente. Ela responde a ele que não pode prometer isso. Em função dessa resposta o pai altera o seu testamento e deixa bem pouco dinheiro para ela e a maior parte vai para universidades e instituições de pesquisa médica. Após a morte do pai, o velho pretendente acha que finalmente poderá ter acesso ao que restou da fortuna, casando-se com Catherine. Ela, no entanto, cresceu e ficou sábia com o tempo e manda-o embora. Preferiu manter o seu orgulho ao não se curvar a um pai inflexível e a um pretendente mercenário.

- Retrato de uma Mulher - The Portrait of a Lady (1996). Gardencourt, Inglaterra, 1872. Após a morte do Sr. Touchett (John Gielgud), a americana Isabel Archer (Nicole Kidman) herda 70 mil libras. Ela viajava pela Europa para se encontrar e já tinha rejeitado as tentativas de aproximação de Caspar Goodwood (Viggo Mortensen), outro americano, que a tinha seguido até a Inglaterra. O primo dela, Ralph Touchett (Martin Donovan), que é sábio mas doente, se torna para ela um confidente. Isabel faz uma infeliz amizade com a ambiciosa Madame Serena Merle (Barbara Hershey), que a leva a infelizmente conhecer Gilbert Osmond (John Malkovich), um colecionador de objetos de arte que a seduz. Isabel se casa com Gilbert e só então descobre que ela é só mais uma peça na coleção de Osmond. Isabel também descobre que Osmond e Madame Merle são amantes e que eles elaboraram um plano diabólico para roubar a fortuna dela. Isabel só se conforta com a filha inocente de Osmond, Pansy (Valentina Cervi), mas até mesmo aquela amizade é deteriorada quando Merle revela a verdadeira ascendência da criança.